# Igor (album ReTo)
Igor (zapis stylizowany: IGOR) – album studyjny polskiego rapera ReTo. Wydany został 21 marca 2025 roku nakładem wytwórni muzycznej specrange. 
Album jest utrzymany w stylu muzyki hip-hop. Składa się z wersji standardowej (1 CD).
Nagrania były promowane singlami: „Fluid”, „AEZAKMI”, „Nie Boję Się Jutra”, „Tygrys”, „ Maybae” i „Przedostatni Raz”.
Płyta zadebiutowała na 2. miejscu polskiej listy sprzedaży – OLiS, a w kwietniu 2025 uzyskała certyfikat złotej płyty za sprzedaż ponad 15 000 egzemplarzy.

## Lista utworów
Opracowano na podstawie źródeł:
| #  | Utwór                                                         | Producent | Czas  |
| -- | ------------------------------------------------------------- | --------- | ----- |
| 1  | Nie Boję Się Jutra                                            | 4Money    | 2:25  |
| 2  | Tygrys                                                        | Lisek     | 2:24  |
| 3  | Kiedy Byłem Małych Chłopcem                                   | Lisek     | 2:01  |
| 4  | Mainstage                                                     | Lisek     | 2:38  |
| 5  | AEZAKMI                                                       | Wroobel   | 2:19  |
| 6  | Samolot                                                       | Lisek     | 2:51  |
| 7  | Maybae                                                        | Wroobel   | 3:24  |
| 8  | Czarny SUV                                                    | Lisek     | 3:08  |
| 9  | Fluid                                                         | Wroobel   | 2:22  |
| 10 | Prosta Matma (gościnnie: Bonus RPK, Niczos)                   | Sw@da     | 2:37  |
| 11 | Jadę Przez Warszawę (gościnnie: Kaz Bałagane, Kaczy Proceder) | Szwed SWD | 3:37  |
| 12 | Czarna Sukienka                                               | Lisek     | 2:23  |
| 13 | Przedostatni Raz (gościnnie: Gibbs)                           | 4Money    | 2:45  |
| 14 | ReTo Pie*dol Się                                              | Wroobel   | 3:05  |
|    |                                                               |           | 38:05 |

## Notowania

### Listy tygodniowe
| Kraj   | Lista                    | Pozycja |
| ------ | ------------------------ | ------- |
| Polska | OLiS – albumy            | 2       |
| Polska | OLiS – albumy w streamie | 4       |
| Polska | OLiS – albumy fizyczne   | 2       |